# ناپایداری ولتاژ

## انواع ناپایداری ولتاژ
تعاریف و تقسیم بندی‌های مختلفی ازناپایداری ولتاژ ارائه شده‌است. در تقسیم‌بندی اول دقیقاًّ مثل ناپایداری زاویه بار این ناپایداری به دو دسته اغتشاش کوچک و بزرگ تقسیم می‌شود. در تحلیل اغتشاش کوچک از مدل خطی و در بزرگ از مدل غیر خطی استفاده می‌کنند.

انواع ناپایداری

یک سیستم قدرت در یک نقطه‌کار مشخص اگر پس از یک اغتشاش کوچک ولتاژ به همان مقدار قبل از اغتشاش باز گردد یا در همسایگی آن آرام گیرد پایدار ولتاژ اغتشاش کوچک نامیده می‌شود. با توجه به تئوری پایداری سیستم‌های خطی این در صورتی امکانپذیر است که مدل خطی شده سیستم حول نقطه‌کار مورد نظر مقادیر ویژه‌ای با قسمت منفی داشته باشد. یک سیستم قدرت در یکنقطه‌کار مشخص چنانچه ولتاژ سیستم پس از اغتشاش بزرگ در نقطه تعادل بعد از خطا قرار گیرد پایدار اغتشاش بزرگ نامیده می‌شود با توجه به تئوری پایداری سیستم‌های خطی این در صورتی امکانپذیر است که مقدار خطای ولتاژ در ناحیه همگرایی نقطه تعادل باقی بماند. یک سیستم قدرت در یک نقطه‌کار مشخص و تحت یک اغتشاش معین چنانچه نقطه تعادل بعد از خطای آن به زیر حد قابل قبول برسد به فروپاشی ولتاژ می‌انجامد.

## فروپاشی ولتاژ
فروپاشی ولتاژ به تعادل در توان راکتیو مربوط می‌شود. این فروپاشی چیزی جز کم شدن بهمن‌گونه ولتاژ در یک شبکه قدرت در پی ایجاد پدیدهٔ ناپایداری نیست. اگر در یک نقطه از شبکه، بنا به دلایلی ولتاژ شبکه افت کند، اگر این افت را ژنراتورهای دیگر یا سیستم‌های جبران کننده توان واکنشی جبران کنند ولتاژ به حالت عادی برمی‌گردد. در غیر این صورت چنانچه در این شرایط مشکل دیگری به سیستم وارد شود ممکن است مقدار افت ولتاژ به حد غیرقابل قبول برسد و رله‌های زیر ولتاژ بعضی واحدهای تولیدی دیگر را از مدار خارج کنند و این عمل به نوبه خود باعث افت ولتاژ بیشتر شده و شبکه به چندین جزیره تبدیل  می‌شود.

منحنی نقطه کار

در ثانیه‌های اولموتورهای القایی هستند. چنانچه در قسمتی از شبکه قدرت مثل واحدهای بزرگ صنعتی، تعداد زیادی موتور القایی وجود داشته باشند احتمال وقوع چنین پدیده‌ای بیشتر است. از این جهت ناپایداری ولتاژ کوتاه‌مدت گاهی ناپایداری موتورهای القایی نامیده می‌شود.
نتایج ثبت شده و همچنین نتایج شبیه‌سازی یک سیستم قدرت با موتورهای القایی نشان می‌دهد که تحت این شرایط پس از اغتشاش شدید ولتاژ ممکن است سریعتر از زاویه بار به خارج از محدوده قابل قبول خود برسد.
ناپایداری ولتاژ میان مدت در عرض چند دقیقه بعد از خطا به وجود می‌آید. بعد از خارج شدن یک یا چند واحد تولیدی بزرگ از مدار در اثر یک اغتشاش شدید یا خروج چند منبع تأمین کننده‌یتوان راکتیو از شبکه ولتاژ افت می‌کند. ترانسفورماتورهای تغییر دهنده تپ بعد از تشخیص افت ولتاژ وگذشت یک تأخیر زمانی تعریف شده برای آن‌ها تعداد حلقه‌های سیم‌پیچ خود را بالا می‌برند تا ولتاژ ثانویه اصلاح شود و بارها در توان نامی خود ولتاژ لازم را جذب نمایند. عمل این تغییر دهنده‌ها جریان سیم‌پیچ  اولیه آن‌ها را زیاد می‌کند. این اضافه جریان باعث افت ولتاژ بیشتر می‌شود و واحدهای تولیدی مجاور به حالت فوق تحریک می‌روند و ممکن است رله‌های جریان اضافه آن‌ها وارد عمل شوند. قطع این واحدها مجدداًّ باعث افت بیشتر می‌شود. تکرار این وقایع ولتاژ را به زیر حد نصاب قابل قبول می‌برند و پدیده ناپایداری ولتاژ در عرض چند دقیقه اتفاق می‌افتد.]
ناپایداری بلندمدت در عرض بیشتر از چند دقیقه رخ می‌دهد. عامل اصلی آن اضافه شدن تدریجی بار است که کم کم به افت ولتاژ و رسیدن آن به زیر حد قابل قبول منجر می‌شود.